# XING (social network)
XING (fino alla fine del 2006 noto come openBC) è una rete sociale orientata al mercato del lavoro di proprietà di XING AG, società per azioni con sede ad Amburgo (Borsa di Francoforte: O1BC
).
XING è una piattaforma dedicata alle relazioni professionali. È disponibile in sedici lingue: inglese, tedesco, spagnolo, portoghese, italiano, francese, olandese, cinese, finlandese, svedese, coreano, giapponese, russo, polacco, turco ed ungherese.

## Azienda
L'OPEN Business Club AG viene fondato nell'agosto 2003 ad Amburgo, in Germania, come società a responsabilità limitata da Lars Hinrichs e Bill Liao. Il lancio ufficiale avviene il primo novembre del 2003. Viene ribattezzato XING il 17 novembre 2006.
XING ha ricevuto molta attenzione da parte dei mezzi di comunicazione tedeschi ed è molto utilizzato nei paesi di lingua tedesca (Germania, Austria, Svizzera). Grazie anche alle iscrizioni da altri paesi europei e asiatici, la comunità virtuale è cresciuta fino a più di un milione e mezzo di membri nel luglio 2006. Nel 2007 XING ha acquistato i due Business Social Network spagnoli eConozco e Neurona, e nel 2008 il Business Social Network turco Cember.net. Dal marzo 2009 XING ha un ufficio anche in Italia.